# Baumhauerita
La baumhauerita es un mineral de la clase de los minerales sulfuros. Descubierto en 1902 en rocas dolomíticas, fue nombrado en honor a H.A. Baumhauer, mineralogista suizo.

## Características químicas
Es un sulfuro enriquecido en metal de plomo, en el que es muy común que lleve impurezas de antimonio.

## Formación y yacimientos
Se encuentra solo en rocas dolomitas sacaroides.